# Till stjärnorna
Till stjärnorna (danska: MGP missionen) är en dansk barn- och ungdomsfilm från 2013 regisserad av Martin Miehe-Renard. Film bygger på barnboken MGP missionen av Gitte Løkkegaard. Den hade biopremiär i Danmark den 21 mars 2013.

## Handling
Karl Højby Hansen har levt de första 12 åren av sitt liv i Hvide Sande tillsammans med sin mamma, mormor och morfar. Därför blir han väldigt chockad när hans mamma berättar att de ska flytta till Köpenhamn. Omställningen blir svår och hjälps inte av att han ska börja på ny skola på Nørrebro där 80 procent av barnen är tvåspråkiga med jargong. Karl börjar snabbt planera sin tillbakaflykt till mormor och morfar och får hjälp från oväntat håll. För i 6 B går den turkiska flickan Sawsan som länge drömt om att delta i finalen i MGP mot sin familjs vilja.

## Rollista
- Sylvester Bjuder – Karl
- Malika Sia Graff – Sawsan
- Lina Krusa – Eva, mamma
- Ali Kazim – Kumail
- Natalí Vasslaspira Sann – Jamilah
- Lars Knutzon – Magnus, morfar
- Joakim Ingversen – Søren, lärare
- Birgit Conradi – Johanne
- Mian Hussein – Mohammed
- Nima Nabipour – Tarek
- Laura Christensen – Lærke
- Hans Holtegaard – Kurt
- Laura Drasbæk – DR-flicka
- Camilla Skandarioon – Anisa
- Meliha Saglanmak – farmor
- Lasse Kramhøft – tränare
- Karin Jagd – DR-dam
- Peder Dalgaard – flyttgubbe
- Adam Murkbaoui – Walid
- Thøger Heinesen Kirk – Emil
- Lado Hadzic – farbror Grønthandler
- Szhirley – MGP-värd
- Jacob Riising – MGP-värd
- Lina Skytt – tågkontrollör 1
- Kim Leprevost – tågkontrollör 2
- Victor Marcussen – DR-man
- Meinhard Sedd. John – Polis
- Lars Topp Thomsen – Falckmand
- Katrine Tersgov – sminkös
- Thorkil Lodahl – MGP-producera
- Hans Bülow Ungfelt – säkerhetsvakt
- Kim Loan Thach – Natamon
- Aviaaja Jensen – skolflicka

## Mottagande
Filmen sålde 101 843 biljetter i Danmark, vilket gjorde den till långt den mest sedda danska filmen i Danmark bland filmerna utan produktionsstöd från Danska filminstitutet.
Till stjärnorna blev som den första danska filmen uttagen till filmfestivalen i Berlin 2014. Filmen var med i Generation Kplus, festivalens program för barnfilm.

## Kritik
2012 kritiserades Danska Filminstitutet (DFI) för att den 6 oktober 2011 ha avslagit stöd till ASA Film för filmen med motiveringen:
| ” | Dertil kommer, at film med et cast med anden etnisk baggrund ikke har vist sig at være specielt salgbare i provinsen. For os i København er det meget naturligt og selvfølgeligt at beskrive et multietnisk/kulturelt miljø, men i provinsen er det desværre en anden sag. | „ |

Claus Ladegaard från filminstitutet beklagade beslutet, kallade det "en mycket, mycket olycklig formulering" och försvarade sig med att det inte var anledningen till att filmen fick avslag.